# Trnoviti ušac
Trnoviti ušac (lat. Pallenis spinosa) je jednogodišnja zeljasta biljka koja pripada rodu Pallenis iz porodice Asteraceae. Latinsko ime roda potječe od palea (pljeva), što se odnosi na spremnik pljevine, dok se ime vrste spinosa, što znači bodljikava, odnosi na bodljikave brakteje koje okružuju cvjetove.

## Opis
Pallenis spinosa u prosjeku doseže 60 cm visine. Listovi su naizmjenični, lancetasti ili eliptični. Bazalni listovi imaju kratke peteljke, dok su trbušni sesilni ili semiampleksični (obuhvaćaju polovicu stabljike). Na vrhu grana raste pojedinačni cvat. Velika, blago konveksna posuda pokazuje brojne, žućkasto narančaste, hermafroditne diskaste cvjetove i dva koluta žutih zrakastih cvjetova. Dugi, vilasti, involukralni brakteji završavaju vršnom oštrošiljastom bodljom. Razdoblje cvatnje traje od svibnja do srpnja. Plodovi su sjemenice duge oko 2-2,5 milimetara.

## Galerija
- Cvijet Pallenis spinosa
- Cvijet Pallenis spinosa
- Cvjetovi Pallenis spinosa

## Rasprostranjenost
Ova biljka raste u pustinjskim i obalnim staništima južne Europe, sjeverne Afrike, Kanarskih otoka i Bliskog istoka.

## Stanište
Ove biljke mogu preživjeti u vrlo suhim okruženjima i mogu se naći na neobrađenim sunčanim zemljištima i uz ceste na 0–1,400 m nadmorske visine.